# Таками, Иосиф Мицуаки
Иосиф Мицуаки Таками (яп. ヨゼフ 高見 三明 ; род. 21 марта 1946, Нагасаки, Япония) — японский прелат, член монашеской конгрегации сульпицианцев. Титулярный епископ Мунатианы и вспомогательный епископ Нагасаки с 7 февраля 2002 по 17 октября 2003. архиепископ Нагасаки с 17 октября 2003 по 28 декабря 2023.

## Биография
20 марта 1972 года Иосиф Мицуаки Таками был рукоположён в священника. 29 октября 1973 года вступил в монашескую конгрегацию сульпицианцев.
7 февраля 2002 года Римский папа Иоанн Павел II назначил Иосифа Мицуаки Таками вспомогательным епископом Нагасаки и титулярным епископом Мунацианы. 29 апреля 2002 года состоялось рукоположение Иосифа Мицуаки Таками в епископа, которое совершил архиепископ Нагасаки Франциск Ксаверий Канамэ Симамото в сослужении с архиепископом Токио Петром Такэо Окадой и епископом Фукуоки Иосифом Хисадзиро Мацунагой.
17 октября 2003 года Римский папа Иоанн Павел II назначил Иосифа Мицуаки Таками архиепископом Нагасаки.